# ایگو کلیویکا
ایگور کلیویکا (روسی: Егор Васильевич Клюка؛ زادهٔ ۱۵ ژوئن ۱۹۹۵) بازیکن والیبال اهل روسیه و عضو تیم والیبال زنیت سن پترزبورگ و تیم ملی والیبال روسیه است.